# Tauraria
Tauraria är en ö i Fiji.   Den ligger i divisionen Norra divisionen, i den västra delen av landet, 300 km väster om huvudstaden Suva. Arean är 1,8 kvadratkilometer.
Terrängen på Tauraria är mycket platt. Öns högsta punkt är 22 meter över havet. Den sträcker sig 1,6 kilometer i nord-sydlig riktning, och 1,9 kilometer i öst-västlig riktning.